# Emblemas nacionales de Francia
El único emblema nacional oficial de Francia es la tricolor; aunque por razones históricas haya adoptado otros de facto; así, los símbolos de Francia son:
- La Bandera tricolor
- "Libertad, igualdad, fraternidad"
- La Marsellesa
- Marianne, personificación de la República.
- El 14 de julio, día de la fiesta nacional
- El emblema nacional
- El gallo galo
- El Sello de la República Francesa

- Datos: Q5830649